# Schutzgitter
Als Schutzgitter bezeichnet man technische Vorrichtungen, die unter Verwendung eines Gitters der Absicherung eines Bereiches gegen Eindringen oder Hinabstürzen dienen. Sie zählen in der industriellen Fertigung zu den Sicherheitssystemen oder Arbeitsschutzeinrichtungen und dienen der Verhütung von Berufsunfällen.
Die Schutzgitter kann man nach verschiedenen Gesichtspunkten klassifizieren
- nach Verwendung: bewegliche Schutzgitter – feste Schutzgitter
- nach Material oder Funktionsweise: beispielsweise Stahlschutzgitter, Aluminiumschutzgitter, Sicherheitslichtschutzgitter

## Schutzgitter in der Arbeitswelt
Schutzgitter werden unter anderem zur Absicherung von Maschinenteilen verwendet, die hineingreifenden Personen körperlichen Schaden zufügen können. Maschinen oder Apparate mit zugänglichen beweglichen Bauteilen müssen mit Schutzgittern versehen werden. Die Ausführung und Gestaltung unterliegt den geltenden Europäischen Richtlinien und wird in unterschiedlichen EN-Normen behandelt. Die grundlegenden Begriffsbestimmungen werden in der Maschinennorm EN349 mit den notwendigen Vorschriften bei der Planung und Konstruktion von Maschinen, Apparaten und Anlagen festgelegt.
Die Ausführung von Schutzgittern in Größe und Konstruktionsmerkmalen wird in EN 294 behandelt, die 2008 durch die DIN EN ISO 13857 ersetzt wurde.
Die Benutzung von Schutzgittern zur Absicherung von Produktionsanlagen unterliegt den geltenden Sicherheitsvorschriften und wird durch anerkannten fachkundige Organisationen oder Personen kontrolliert. In Deutschland ist eine Sicherheitsfachkraft für die Kontrolle der Einhaltung der Euronormen Bestandteil der Inbetriebnahme einer Maschine oder Anlage. Hierbei werden alle möglichen Aspekte der Unfallmöglichkeiten überprüft und durch geeignete Maßnahmen ausgeschlossen. Die Erstellung von Schutzgittern in Produktionsanlagen unterliegt einem umfassenden Prozess der vorgehenden Planung und Konstruktion. Durch die Vielfältigkeit der möglichen Unfallsituationen werden in den meisten größeren Unternehmen durch Fachleute spezielle Konzepte erstellt, die den Vorschriften entsprechen. Zu den Aufgaben der Arbeitssicherheitsbeauftragten gehört die Überprüfung der vorhandenen Schutzmaßnahmen an den Maschinen.

## Einsatzbereiche (Auswahl)
- Der wirksame Unfall- und Personenschutz ist in der modernen Produktionstechnik und bei Logistikprozessen ein wichtiger Bestandteil der Arbeitssicherheitsvorschriften. Neben festen Gitterelementen kommen auch Unfallschutzlichtgitter und Lichtschranken als berührungslos wirkende Schutzeinrichtungen (BWS) zum Einsatz. Diese gehören zu den optoelektronischen Schutzmaßnahmen. Sie werden beispielsweise als Sicherungsmaßnahme an den Zugangsbereichen zu Gefahrenstellen eingesetzt und führen bei einer Unterbrechung zur sofortigen Abschaltung der Maschine.[5][6]
- An Förderbändern, die durch ihre stetige Bewegung beispielsweise einen Einzug von Kleidung verursachen können, müssen diese mit Schutzgittern versehen werden.[7]
- Treppenschutzgitter dienen beispielsweise dem Schutz von Kleinkindern, gegen das Herabstürzen von Treppen. Die unbeobachtete Benutzung wird durch ein Gitter verhindert, das den Zugang versperrt. Ebenfalls dem Schutz des Kleinkindes dienen Laufgitter, Laufställe oder Türgitter.
- Mobile Schutzgitter haben eine L-Form, um durch die herannahenden Menschen eine Beschwerung zu erreichen, die ein Umstürzen unmöglich macht. Stationäre Schutzgitter trennen Menschengruppen vor Konkurrenzgruppen, Stars vor Selbstdarstellern oder auch Unbeteiligte vor Unfällen, oder bei Sportveranstaltungen wie dem Hammerwurf.

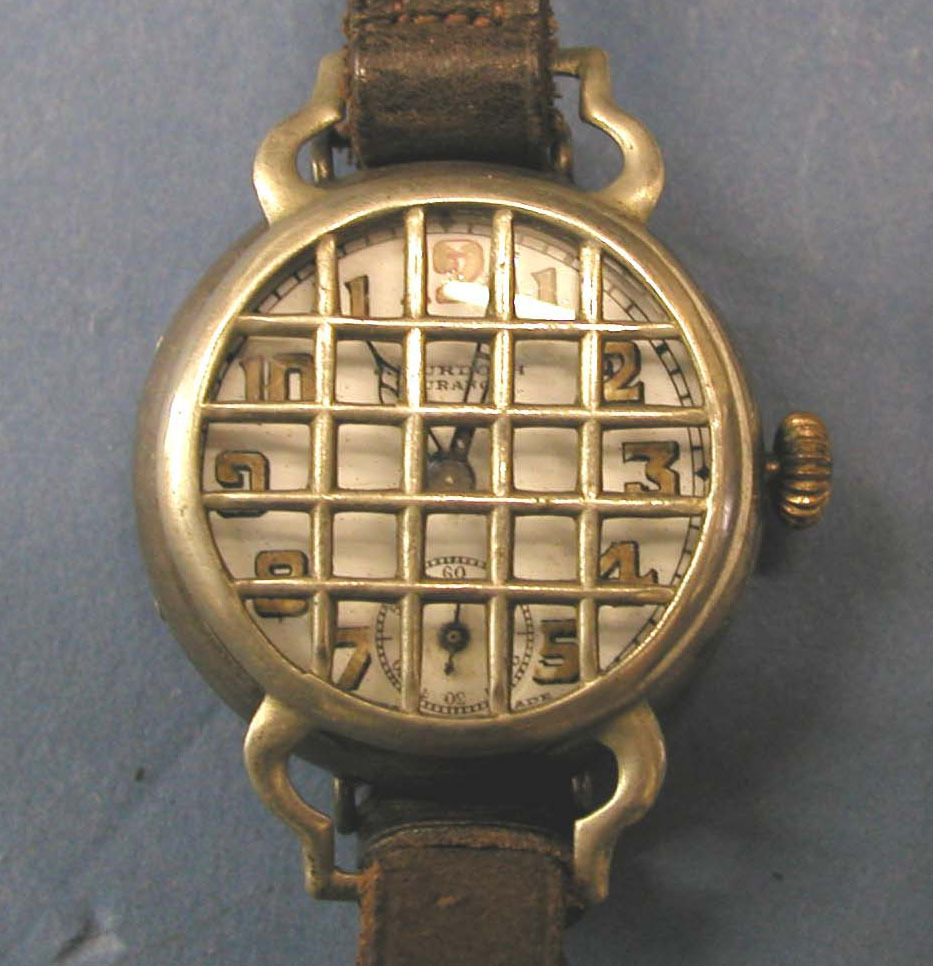
Armbanduhr mit Schutzgitter

- Auch kleinere empfindliche Gegenstände können mit einem Schutzgitter ausgestattet werden, beispielsweise Uhren wie sie im Ersten Weltkrieg zum Einsatz kamen[8], oder Schutzgitter für Scheinwerfer.